# Гутаг (герб)
Гутаг (пол. Gutag, Gutak) — польский дворянский герб.

## Происхождение герба
Герб принадлежал дворянскому роду немецкого происхождения Гуттаг (Guttag), в XVII веке обосновавшемуся в ВКЛ и именовавшемуся далее как Гутаковские.

## Описание
Северин Уруский даёт следующее описание герба Гутаг : 

В поле червоном подкова стоящая, на ней три пера страусовых, а в её середине и по бокам звёзды; на шлеме в короне три пера страусовых. (перевод с польск.)
Подобным образом описывает герб Юлиуш Островский, упоминая два варианта герба, различающиеся цветом щитов и звёзд : 
- Гутаг I — имеет голубой щит (поле) и серебряные звёзды;

- Гутаг II — щит (поле) красного цвета, звёзды золотые.

В Гербовнике дворянских родов Царства Польского описание герба Гутаг соответствует описанию герба Гутаг II по версии Ю. Островского : 

В красномъ полѣ, на ребрѣ подковы, три строусовыя пера, между двухъ золотыхъ звѣздъ; въ срединѣ подковы золотая же звѣзда. Въ навершьѣ шлема три строусовыя пера. 

## Роды — носители герба
Гуттаг (Guttag), Гутаг (Gutag), Гутаковские (Gutakowski) .